# Gare de Mouchard
Gare de Mouchard – stacja kolejowa w Mouchard, w departamencie Jura, w regionie Burgundia-Franche-Comté, we Francji.
Jest stacją Société nationale des chemins de fer français (SNCF), obsługiwaną przez pociągi TGV Lyria i TER Franche-Comté.